# ۱۰۰۴ (قمری)
۱۰۰۴ (قمری)، هزار و چهارمین سال در گاهشماری هجری قمری است. اول محرم این سال برابر با ششم سپتامبر سال ۱۵82 میلادی است.